# Округ Стерлинг (Тексас)
Округ Стерлинг (енгл. Sterling County) је округ у америчкој савезној држави Тексас. По попису из 2010. године број становника је 1.143.

## Демографија
Према попису становништва из 2010. у округу је живело 1.143 становника, што је 250 (17,9%) становника мање него 2000. године.
| Група             | 2000.       | 2010.       |
| Белци             | 955 (68,6%) | 733 (64,1%) |
| Афроамериканци    | 1 (0,1%)    | 14 (1,2%)   |
| Азијати           | 0 (0,0%)    | 0 (0,0%)    |
| Хиспаноамериканци | 432 (31,0%) | 365 (31,9%) |
| Укупно            | 1.393       | 1.143       |